# Iittala
Iittala — фінська компанія, яка спеціалізується на дизайні та виробництві елементів інтер'єру, кухонного, столового та декоративного посуду класу люкс переважно зі скла. «Iittala» є предметом національної гордості фінів та однією з провідних торгових марок в фінському дизайні, яка досить відома і за межами Фінляндії. Це одна з провідних компаній скандинавського дизайну. Сьогодні бренд Iittala належить компанії «Fiskars».

## Історія компанії
Перший завод був заснований в 1881 році в містечку Ііттала під Тампере і з 1917 до 1950 року був відомий під назвою «Скляний завод Кархула-Ііттала» (фін. Karhula-Iittala). Компанія заснована шведом Петером Магнусом Абрахамсоном. Через відсутність кваліфікованих склодувів у Фінляндії, перші 17 склодувів надійшли зі склозаводу Limmared, що в Швеції. Вони разом з місцевим шведським склодувом Йоханом Фредріком Гауффіном, який був співвласником компанії, 24 листопада 1881 року виготовили перші скляні вироби. 
У лютому 1888 року Абрахамсон залишив збитковий склозавод Ііттала, а Андерс Андерссон, який був головою правління, взяв на себе керівництво.  
До 1910 — 1920 рр. скляний завод Ііттала виробляв вироби зі скла з використанням імпортних форм, внаслідок чого фінські та закордоні вироби були дуже схожі. 1932 року Йоран Хонгелл був найнятий на завод. Він став першим дизайнером в Ііттала. У зв'язку із зростанням попиту на пляшки та склянки з 1932 року, Ханс Альстрем з групи Ahlström в 1935 році розпочав модернізувати скляні заводи Кархула і Ііттала.   
На початку на заводі виготовляли скляний аптечний посуд, але в 1930-х роках вирішили рухатись в руслі створення оригінального дизайну. Відтоді в компанії почали створювати роботи, які згодом стали класикою скандинавського дизайну: склянки Айно Аалто (1932), перші скляні птахи та колекція «Росинки» (фін. Kastehelmi) Ойви Тойкка, серія посуду «Ултіма Туле» (Ultima Thule) Тапіо Вірккала та знаменита ваза «Савой» (фін. Savoy) Алвара Аалто (1936), яка стала одним з найвпізнаваніших символів фінського дизайну. Вона виготовляється і сьогодні, а її химерна хвилеподібна форма відтворюється в багатьох інших об'єктах прикладного дизайну (свічниках, тацях, стільничках). 
Під час Зимової війни виробництво зупинилося через брак матеріалів і робочої сили. Виробництво було відновлено в 1946 році, а модернізація заводу була продовжена Антеро Ярвіненом. 
У 1981 році Iittala була найбільшим експортером скла в Фінляндії, на яку припадало 77% експорту. 1983 року на склозаводі працювало 530 працівників.   
У 2004 році італійська ALI Group купила Hackman Group і продала бізнес-напрямок Iittala міжнародній приватній інвестиційній компанії ABN AMRO Capital.    
У 2007 році Iittala була куплена Fiskars і тепер входить в групу Fiskars Corporation. Оперативному управлінню Iittala належить 3 відсотки акцій. Структурно Iittala Group була об'єднана з Fiskars Corporation. В її склад входять три основних підрозділи Fiskars: Дім, Сад і Зовнішній.    
За роки існування компанії її дизайнери отримали безліч призів та нагород як у Фінляндії, так і у світі.

## Дизайн
Основна дизайнерська ідея компанії — гармонія поза часом та конкретним історичним стилем, хоч і в багатьох колекціях компанії різною мірою втілені ідеї органічного дизайну, структуралізму, біо-теку та лаконічного скандинавського функціоналізму. Прикладами позачасових та позастилевих робіт є колекція посуду «Теема» (фін. Teema), яку розробив Кай Франк в 1952 році та чавунна гусятниця Сарпанева.
В колекції «Iittala» присутні і сучасні роботи, які реалізовують ідею класичного позачасового дизайну, наприклад, келихи для вина «Ессенс» (фін. Essence) (2001), свічники «Камінь» (фін. Kivi) роботи Хейккі Орвола та «Вітрина» (фін. Vitriini) Ану Пенттинен. Одним з останніх прикладів є випущена у 2012 році колекція посуду та кухонних аксесуарів «Сарьятон» (фін. Sarjaton), яка являє собою вишукане поєднання різних матеріалів: скла, кераміки, дерева і текстилю.

## Виробництво та продаж
Сьогодні «Iittala» є частиною міжнародного концерну Fiskars. Більша частина виробництва компанії відбувається у Фінляндії на власних заводах невеликими серіями. Частина продукції виготовляється вручну (вази Аалто та птахи Ойва Тойкка). Механічним способом виготовляються склянки Айно Аалто, серія «Росинки» и свічники «Ківі». В Гельсінкі на керамічній фабриці виготовляють тарілки, блюдця та сервізи. Товари All Steel на заводі в Сорсакоскі. У Fiskars є багато партнерів та контрактних виробників (в Індонезії, Таїланді, Німеччині, Італії та Китаї). Текстиль виготовляється також в Литві та Португалії. Магазини та дилерські центри відкрити в усьому світі.

## Дизайнери
- Йоран Хонгел (фін. Göran Hongell) (1902 — 1973). Піонер фінського скляного дизайну, Хонгел став першим запрошеним дизайнером в компанії «Кархула-Ііттала» в 1940. Він використовував спеціальну техніку та новаторські колірні рішення.  Серед його робіт колекції «Сілко» (фін. Silko, 1938), «Довга хвиля» (фін. Maininki, 1938), «Луч» (фін. Säde, 1939), «Аарне» (фін. Aarne, 1948), «Ауланко» (фін. Aulanko, 1950).[3][4].
- Айно Аалто (фин. Aino Aalto) (1894 — 1949). Дизайнерка, яка домоглася успіху в проєктуванні будинків, дизайні меблів, інтер'єру та текстилю. Бувши одруженою з Алваром Аалто, Айно часто працювала з ним в тісній співпраці. Нею розроблений дизайн популярних склянок «Аалто» (фін. Aalto, 1933)[5][6].
- Алвар Аалто (фін. Alvar Aalto) (1898 — 1976). Видатний архітектор, який проєктував концертні зали, бібліотеки, музеї і лікарні. У співпраці з дружиною Айно, створив кілька артоб'єктів повсякденного дизайну. Роботи: ваза «Савой» (1936).[7][8]

## Галерея
|                                         |                                       |                             |                               |                           |
| Чавунна гусятниця Тімо Сарпанева (1960) | Свічник синього скла «Кнопка» (Nappi) | Свічники «Сарпанева» (1966) | Свічник «Камінь» (Kivi, 1988) | Склянка Айно Аалто (1933) |